# Административное деление Индии

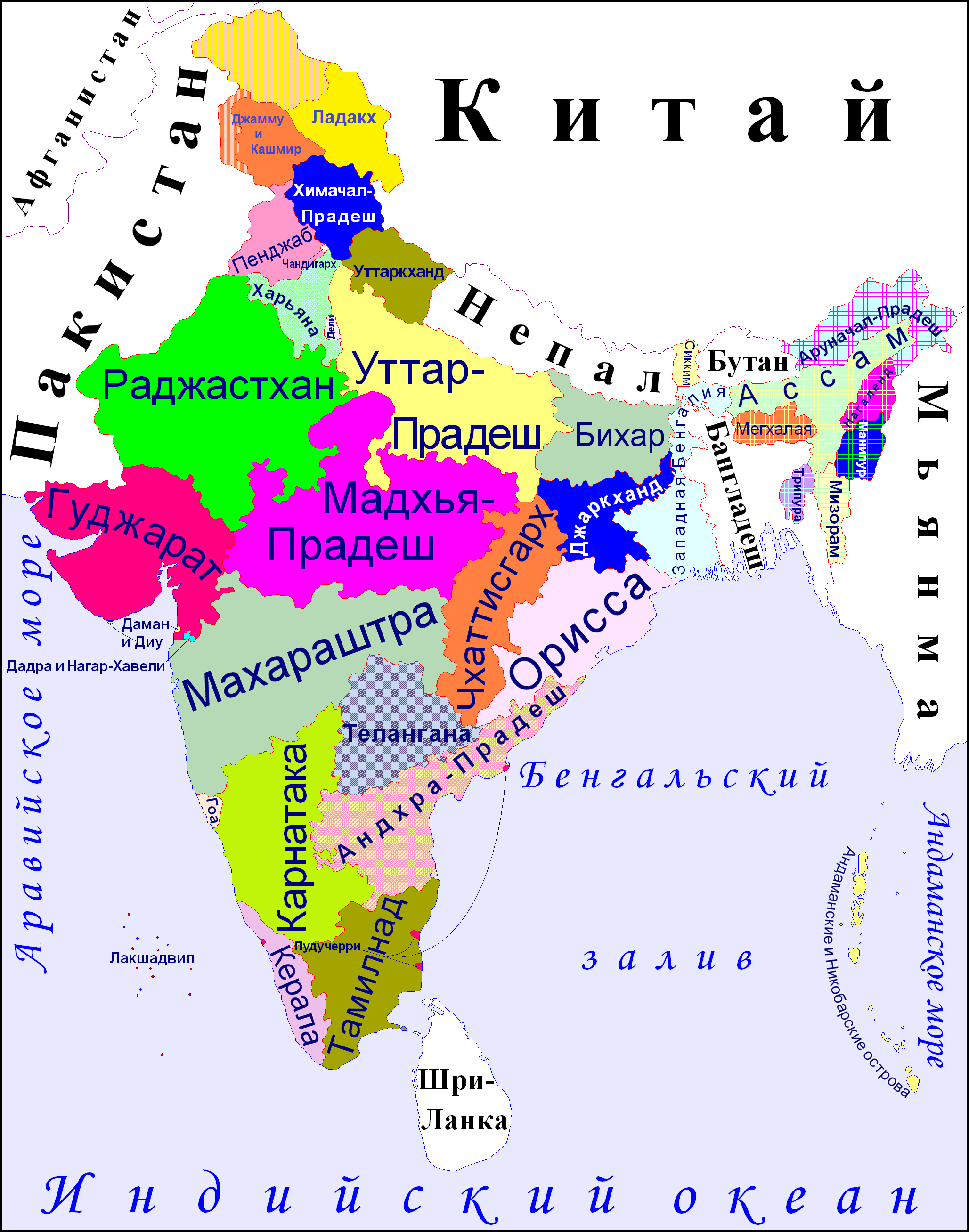
Административное деление Индии

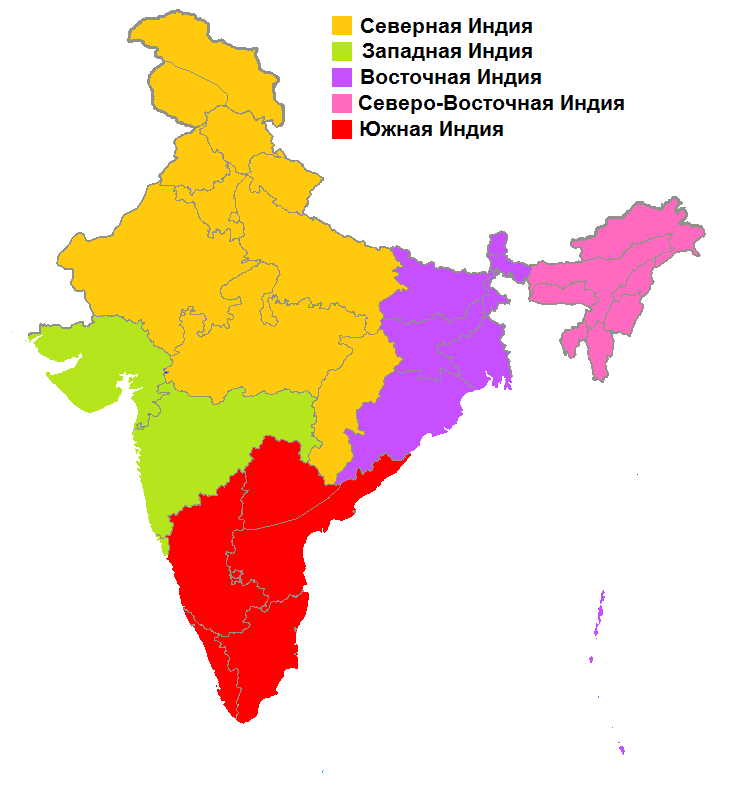
Регионы Индии

В Индии существует несколько уровней административного деления.

## Штаты и территории
Первым уровнем административного деления Индии являются штаты и союзные территории. В настоящее время существует 28 штатов и 8 союзных территорий (включая национальный столичный округ Дели).
Штаты обладают собственными органами законодательной и исполнительной власти. На вершине иерархической пирамиды штата стоит губернатор, назначаемый президентом Индии на пятилетний срок. Губернатор формирует правительство штата во главе с премьер-министром из числа членов победившей на местных выборах политической партии. Штаты имеют одно- либо двухпалатные парламенты. Нижняя палата парламента штата называется видхан сабха и, согласно индийскому законодательству, может включать от 60 до 500 депутатов. Она избирается посредством всеобщих выборов на пять лет. Высшая палата парламента штата называется видхан паришад, и её члены избираются на шестилетний срок, при этом каждые 2 года третья часть всех депутатов должна быть переизбрана. В ведении парламентов штатов находятся любые вопросы, за исключением внешней политики, обороны, внешней торговли и гражданства, находящихся под юрисдикцией союзного парламента Индии.
Законодательным органом национального округа является Законодательное Собрание Дели (Видхан сабха), глава Дели — лейтенант-губернатор Дели, исполнительный орган — правительство Дели, состоящий из Премьер-министра Дели и министров Дели.
Союзными территориями, а также национальным столичным округом управляют чиновники, представляющие правительство Индии — комиссары либо администраторы. Некоторые из территорий имеют собственные парламенты (Законодательное Собрание Пудучери, Консультативный Совет Адаманских и Никобарских Островов) и правительства (Кабинет Министров Пудучери), обладающие значительно ограниченными полномочиями; небольшие территории таких властных органов не имеют. В союзных территориях действует федеральное законодательство Индийской республики.
В некоторых штатах и территориях, кроме общеиндийских официальных языков, то есть хинди и английского, могут признаваться официальными также дополнительные языки, характерные для населения данного региона.
В настоящее время в Индии существуют следующие штаты: Андхра-Прадеш, Аруначал-Прадеш, Ассам, Бихар, Гоа, Гуджарат, Джаркханд, Западная Бенгалия, Карнатака, Керала, Мадхья-Прадеш, Манипур, Махараштра, Мегхалая, Мизорам, Нагаленд, Орисса, Пенджаб, Раджастхан, Сикким, Тамилнад, Теленгана, Трипура, Уттаракханд, Уттар-Прадеш, Харьяна, Химачал-Прадеш, Чхаттисгарх.
А также следующие союзные территории: Андаманские и Никобарские острова, Дадра и Нагар-Хавели и Даман и Диу, Джамму и Кашмир, Дели (национальный столичный округ), Ладакх, Лакшадвип, Пондичерри, Чандигарх.

## Округа

Административными единицами второго уровня в Индии являются округа (дистрикты, англ. district). Каждый штат и территория Индии состоит из округов, общее число которых составляет 732 (но оно постоянно увеличивается). Всего из одного округа состоят союзные территории Чандигарх, Лакшадвип и столичный округ Дели. Наибольшее количество округов (72) входит в состав штата Уттар-Прадеш.
Округа различны по занимаемой площади и по численности населения. Больше всего жителей в округе Дели (16 753 235 человек, по данным на 2011 год), а меньше всего — в округе Янам в территории Пондичерри (31 362 человек, по данным на 2001 год). Наибольшую площадь занимает округ Лех в союзной территории Ладакх (82 665 км²), а самым маленьким округом является Маэ, находящийся в Пондичерри (всего 9 км²). Округ Лех одновременно является наименее заселенным округом (1,4 человека на км²), наибольшая плотность населения в настоящее время наблюдается в округе Мумбаи-Сити, штат Махараштра (48 215 человек на км²).

## Административные единицы 3-го уровня
Административные единицы третьего уровня Индии в разных штатах называются по-разному: техсилы (tehsil, tahsil, tahasil), талуки (taluk, taluka) или мандалы (mandal). 
В некоторых штатах техсилы определённого округа могут дополнительно объединяться в несколько подокругов (англ. Sub-Division).
Между штатом и округом находится ещё один уровень. По-английски он называется Division.

## История

### До обретения независимости
Британская Индия в период колониального владычества охватывала территории современных Индии, Пакистана, Бангладеш, Бутана и Мьянмы (ранее — Бирмы, административно отделилась от Индии в 1937 году). За пределами Британской Индии находилась территория Французской Индии (5 небольших анклавов: Пондичерри, Чандернагор, Янам, Карикал и Маэ) и Португальской Индии (Гоа и четыре анклава: Диу, Даман, Дадра и Нагархавели).
В новое время Индия была поделена на провинции, руководимые непосредственно британским правительством и княжества, где правили местные наследные феодалы, находящиеся под британским протекторатом. Княжеств (а также т. н. туземных государств) было более 500 — самым большим из них был Хайдарабад, в котором проживало больше 10 млн человек, а самые маленькие княжества занимали едва лишь несколько десятков км². Управление в провинциях осуществляли непосредственно британские чиновники — губернатор, главный комиссар или администратор, назначавшиеся вице-королём. Существовало 11 таких провинций — Ассам, Бенгал, Бихар, Бомбей, Центральные провинции и Берар, Мадрас, Орисса, Северо-Западная пограничная провинция, Пенджаб, Синд и Объединённые провинции. Перед обретением независимости в 1947 году количество провинций возросло до 17.

### Независимая Индия

#### Территориальное деление в 1947—1956
В 1947 году Индия обрела независимость, и бывшая колония была разделена на индийскую и пакистанскую части по конфессиональному признаку. Прежние административные единицы были поделены между двумя новыми государствами.
В 1950 году, когда была создана Республика Индия и принята новая конституция, были образованы 29 штатов, разделённых на три типа: A, B, C. Штаты разных типов различались по способу устройства государственной власти.
- Штаты типа A (Ассам, Западная Бенгалия, Бихар, Бомбей, Мадхья-Прадеш, Мадрас, Орисса, Пенджаб и Уттар-Прадеш) — обладали собственными выборными парламентами, самостоятельно формировавшими органы управления штатов.
- Штаты типа B (Хайдарабад, Саураштра, Майсур, Траванкор-Кочин, Мадхья-Бхарат, Виндхья-Прадеш, Союз штатов Патиалы и Восточного Пенджаба, а также Раджастхан) — управлялись раджпрамукхами, своего рода номинальными монархами.
- Штаты типа C (Дели, Кутх, Химачал-Прадеш, Биласпур, Кург, Бхопал, Манипур, Аджмер и Трипура) — властные полномочия осуществляли назначенные центральной властью комиссары.
- Джамму и Кашмир были объявлены особыми территориями.

В 1953 году был образован новый штат типа A — Андхра (выделившийся из Мадраса), в 1954 году штат Биласпур был включён в состав штата Химачал-Прадеш, а в 1956 году к Индии были присоединены земли Французской Индии в качестве особой территории, получившей название Пондичерри (одна из французских колоний, Чандернагор, вошла в состав Индии ещё в 1950 году и позднее, в 1954 году, была включена в состав Западной Бенгалии).

#### Административная реформа 1956 года
1 ноября 1956 года в Республике Индия был принят Акт о реорганизации штатов, реформировавший административное устройство страны. Система штатов различных типов была ликвидирована, а вместо них были образованы штаты и союзные территории. Границы штатов были изменены таким образом, чтобы максимально совпадать с существующими этническо-языковыми границами. Были созданы 12 штатов (Ассам, Западная Бенгалия, Бихар, Бомбей, Керала, Мадхья-Прадеш, Мадрас, Майсур, Орисса, Пенджаб, Раджастхан и Уттар-Прадеш) и 6 союзных территорий (Дели, Химачал-Прадеш, Манипур, Трипура, Андаманские и Никобарские острова а также Лаккаддивские, Аминдивские острова и Миникой).

#### Изменения после 1956 года
После реформы 1956 года число штатов и территорий продолжало изменяться:
- В 1957 году из Ассама была выделена территория Нага-Туенсанг (обычно на картах до 1963 года показывалась как часть Ассама).
- В 1960 году штат Бомбей был разделен на штаты Гуджарат и Махараштра; к Махараштре присоединена часть Мадхья-Прадеш.
- В 1961 году была аннексирована Португальская Индия, на её землях образовались две новых союзных территории: Дадра и Нагархавели, а также Гоа, Даман и Диу.
- В 1963 году территория Нага-Туенсанг была преобразована в штат Нага-Прадеш (Нагаленд).
- В 1966 году из состава штата Пенджаб был выделен штат Харьяна, населённый преимущественно индуистами, а город Чандигарх, выделенный в союзную территорию, стал общей столицей Пенджаба и Харьяны. Часть штата была присоединена к Химачал-Прадешу.
- В 1968 году штат Мадрас был переименован в Тамилнад.
- В 1971 году статус штата получила союзная территория Химачал-Прадеш.
- В 1972 из штата Ассам были выделены новый штат Мегхалая и союзная территория Мизорам; статус двух союзных территорий (Манипур и Трипура) был изменён на статус штата.
- В 1973 году штат Майсур изменил название на Карнатака, а союзная территория Лаккаддивские, Аминдивские острова и Миникой стала называться Лакшадвип.
- В 1974 году на захваченных у Китая территориях и части Ассама создана союзная территория Аруначал-Прадеш.
- В 1975 году к Индии на правах штата был присоединён Сикким.
- В 1986 году статус штата получила союзная территория Мизорам.
- В 1987 году статус штата получила союзная территория Аруначал-Прадеш, Гоа, Даман и Диу была разделена на штат Гоа и союзную территорию Даман и Диу, а штат Нага-Прадеш переименован в Нагаленд.
- В 1992 году Дели получила новый статус Национального столичного округа.
- В 2000 году образованы 3 новых штата: Джаркханд (выделен из штата Бихар), Чхаттисгарх (выделен из штата Мадхья-Прадеш) и Уттаранчал (выделен из штата Уттар-Прадеш).
- В 2006 году французское название союзной территории Пондичерри (Путтучери) было изменено на Пудучерри.
- В 2007 году название штата Уттаранчал было изменено на Уттаракханд
- В 2014 году появился 29-й штат Телангана.
- В 2019 году штат Джамму и Кашмир был разделён на две союзные территории: Джамму и Кашмир и Ладакх.
- В 2020 году союзные территории Дадра и Нагар-Хавели и Даман и Диу были объединены в одну союзную территорию - Дадра и Нагар-Хавели и Даман и Диу

В настоящее время Индия делится на 28 штатов и 8 союзных территорий (включая национальный столичный округ Дели).

#### Будущие изменения

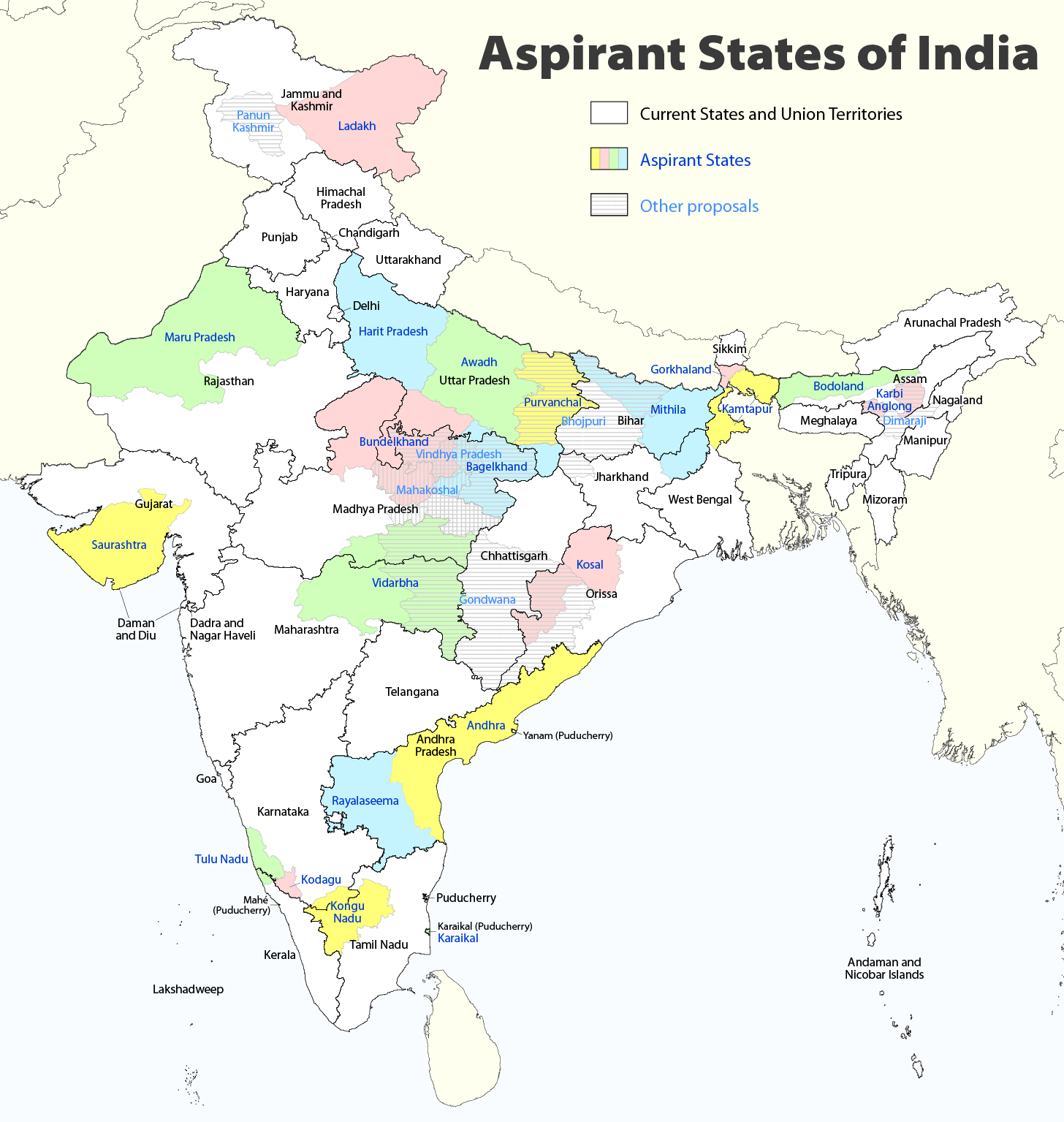
Предполагаемые штаты и территории Индии

В Индии продолжают действовать сепаратистски настроенные движения, борющиеся за создание новых штатов. Наиболее активно проявляется стремление к выделению из нынешнего штата Ассам штата Бодоланд. Сепаратисты из народа бодо ведут собственную партизанскую борьбу, что, возможно, является единственным примером, когда единственной целью сепаратистского движения является не стремление к независимости, а только лишь желание создать новую административную единицу.
Другие регионы, стремящиеся к созданию новых штатов:
- Харлит-Прадеш — из штата Уттар-Прадеш.
- Виндхьянчал — из штата Мадхья-Прадеш.
- Видарбха — из штата Махараштра.
- Кодагу — из штата Карнатака.
- Горкхаланд — из штата Западная Бенгалия.
- Бунделкханд — из штатов Уттар-Прадеш и Мадхья-Прадеш.
- Дели — ведутся дискуссии о возможности разделения нынешнего столичного округа на штат Дели и Национальный столичный округ Нью-Дели площадью около 43 км².
- Гондвана — из штатов Махараштра, Андхра-Прадеш, Мадхья-Прадеш и Чаттисгарх.
- Санталистан — из смежных районов Бихара, Джаркханда и Западной Бенгалии[1].